# Sione Latukefu
Le révérend Sione Latukefu (né à Kolovai, Tongatapu, le 10 avril 1927 et mort le 2 juin 1995,) est un pasteur et historien tongien.

## Biographie
En 1960, il devint ministre dans l'Église méthodiste libre (Free Wesleyan Church). Quelques années plus tard, il devint le second Tongien à recevoir un diplôme universitaire de doctorat, à l'université nationale australienne. Il enseigna ensuite l'histoire à l'université de Papouasie-Nouvelle-Guinée, alors que son épouse australienne, Ruth, y enseigna dans le même temps l'anthropologie. De 1989 à 1991, il fut proviseur de l'Institut de Théologie du Pacifique, à Suva,. 
En 1989, il fut à l'initiative de la fondation de la Tongan History Association, qu'il présida jusqu'à sa mort.
Louant le roi George Tupou Ier pour avoir modernisé les Tonga et inscrit les droits fondamentaux dans la Constitution de 1875, il exprimait « sa sympathie et son intérêt » pour le mouvement pro-démocratique de la fin du XXe siècle.
Il est l'auteur notamment de :
- Church and State in Tonga : The Wesleyan Methodist Missionaries and Political Development, 1822-1875, Australian National University Press, 1974,  (ISBN 0708104029)
- The Tongan Constitution: A brief history to celebrate its centenary, Tonga Traditions Committee Publication, 1975, ASIN B0000EDZOX
- Papua New Guinea: A Century of Colonial Impact, 1884-1984, University of Papua New Guinea, 1989,  (ISBN 9980750227)